# Stefania schuberti
Stefania schuberti är en groddjursart som beskrevs av Señaris, Ayarzagüena och Stefan Gorzula 1997. Stefania schuberti ingår i släktet Stefania och familjen Hemiphractidae. IUCN kategoriserar arten globalt som sårbar. Inga underarter finns listade i Catalogue of Life.